# Inter de Querétaro Fútbol Club
El Inter de Querétaro Fútbol Club es un equipo de fútbol de la ciudad de Santiago de Querétaro en el Estado de Querétaro, cuya escuadra principal juega en la Segunda División de México, además de contar con tres equipos de fuerzas básicas participando en la Tercera División de México.

## Historia
Los orígenes del equipo se remontan al año 2016 cuando se fundó el Real Querétaro para competir en la Tercera División, en 2020 este equipo fue renombrado como Inter de Querétaro, sin embargo, de manera oficial continuó registrado con el nombre original debido a que el cambio de nombre se realizó fuera del plazo establecido por la liga para este tipo de trámites.
En enero de 2021 el club Azores de Hidalgo se retiró de la Segunda División de México por problemas institucionales, tras esto la directiva regresó la franquicia a sus propietarios originales, quienes inician una nueva alianza con el Inter de Querétaro, por lo que el equipo queretano pasó a ocupar la plaza de los Azores en la también llamada Liga Premier de México, sin embargo, el equipo continuó apareciendo como Azores de Hidalgo en los registros oficiales debido a que el cambio se realizó durante el transcurso de la temporada. El Inter jugó su primer partido en Segunda División el 30 de enero de 2021 siendo derrotado por Pioneros de Cancún con un marcador de 4-1.
Después de la llegada a la Liga Premier el club consiguió establecer una segunda escuadra en la Tercera División, esto tras llegar a un acuerdo con el Club Fundadores El Marqués, por lo que la nueva escuadra pasó a ser conocida bajo el nombre Inter Fundadores, aunque manteniendo el registro original al igual que los otros dos equipos integrantes de la organización. Este equipo permaneció como parte del Inter de Querétaro hasta 2022, cuando se volvió a convertir en una escuadra independiente.
El 30 de julio de 2021 el equipo consiguió el registro oficial como club ante la Federación Mexicana de Fútbol, por lo que dejó de utilizar los nombres Azores de Hidalgo y Real Querétaro en Segunda y Tercera División respectivamente.
Posteriormente la organización consiguió establecer su tercer escuadra en la Liga TDP, la cual pasó a ser conocida como Inter Aicesa SJR, teniendo su sede en San Juan del Río, aunque siendo registrada oficialmente bajo el nombre Querétaro 3D ya que la directiva del club compró esa franquicia para su uso en la Tercera División, sin embargo, al finalizar 2021 el equipo pasa a llamarse Inter San Pablo y es llevado a la Ciudad de Querétaro debido a desacuerdos entre la directiva del club y los jugadores de la plantilla formada en San Juan. En 2023 ese equipo cambió su nombre de nuevo y pasó a llamarse Inter Corregidora para representar a ese municipio conurbado de la ciudad de Querétaro. En el mismo año el club expandió sus operaciones al vecino estado de Guanajuato al crear otro equipo, denominado Inter Guanajuato, con sede en la capital de esa entidad federativa.

## Estadio
El Estadio Olímpico Alameda (también llamado Estadio Olímpico de Querétaro) es un estadio ubicado en la ciudad de Querétaro, la capital del estado del mismo nombre. Fue inaugurado el 29 de septiembre de 1939 por el entonces gobernador, Ramón Rodríguez Familiar como Estadio Municipal, fue demolido en 2018, y entre 2019 y 2021 fue sometido a un proceso de reconstrucción que lo modernizó y lo convirtió en un estadio olímpico, tiene capacidad para albergar a 4,600 espectadores.
El equipo también utiliza para sus partidos como local el estadio de fútbol de la Unidad Deportiva La Cañada, localizado en El Marqués, Querétaro, este recinto cuenta con una capacidad para albergar a 2,000 espectadores.

## Temporadas
| Temporada     | División          | Posición      |
| ------------- | ----------------- | ------------- |
| 2020/2021     | 3.Segunda Serie A | 11o. Grupo II |
| Apertura 2021 | 3.Segunda Serie A | 6o. Grupo II  |
| Clausura 2022 | 3.Segunda Serie A | 11o. Grupo II |
| Apertura 2022 | 3.Segunda Serie A | 10o. Grupo II |
| Clausura 2023 | 3.Segunda Serie A | 10o. Grupo II |
| 2023/2024     | 3.Segunda Serie A | 17o. Grupo II |

### Filial
Inter "B"
| Temporada | División           | Posición              |
| --------- | ------------------ | --------------------- |
| 2020/2021 | 5.Tercera División | 9o. Grupo VIII        |
| 2021/2022 | 5.Tercera División | 13o. Grupo IX         |
| 2022/2023 | 5.Tercera División | 10o. Grupo X          |
| 2023/2024 | 5.Tercera División | 5o. Grupo X (Octavos) |

Inter SJR / San Pablo / Corregidora
| Temporada | División           | Posición     |
| --------- | ------------------ | ------------ |
| 2021/2022 | 5.Tercera División | 4o. Grupo IX |
| 2022/2023 | 5.Tercera División | 13o. Grupo X |
| 2023/2024 | 5.Tercera División | 13o. Grupo X |

Inter Fundadores
| Temporada | División           | Posición        |
| --------- | ------------------ | --------------- |
| 2020/2021 | 5.Tercera División | 16o. Grupo VIII |
| 2021/2022 | 5.Tercera División | 15o. Grupo IX   |

Inter Guanajuato
| Temporada | División           | Posición     |
| --------- | ------------------ | ------------ |
| 2023/2024 | 5.Tercera División | 14o. Grupo X |